# Grand bazar de la rue de Rennes

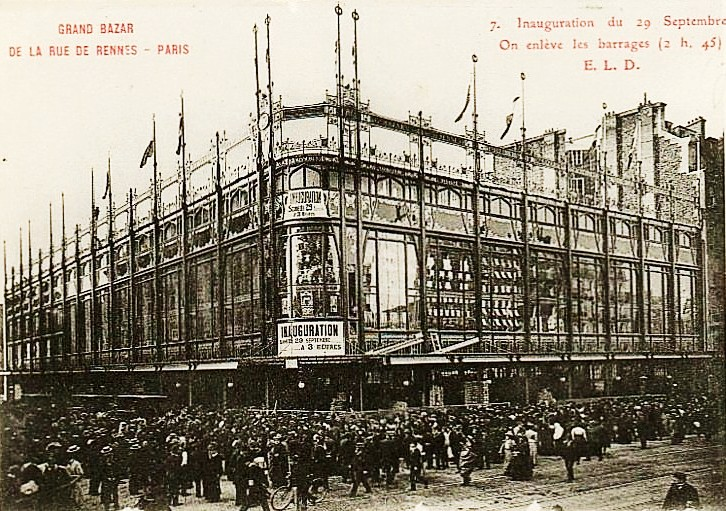
Inauguration du magasin.

Le Grand bazar de la rue de Rennes, également appelé Grands Magasins de la rue de Rennes ou Magasins réunis - Montparnasse, est un ancien grand magasin qui était situé dans le 6e arrondissement de Paris, aux nos 136-138 de la rue de Rennes.

## Histoire
Eugène Corbin, fils d'Antoine Corbin (1835-1901), fondateur des Magasins réunis, et d'autres actionnaires confient en 1905 à l'architecte Henry Gutton ,, membre de l'école de Nancy, la construction d'un nouveau magasin sur la rue de Rennes, à proximité de la gare Montparnasse. 
Le magasin est inauguré le 29 septembre 1906. 
En 1910, il devient les Grands Magasins de la rue de Rennes. 
Dans les années 1920, il est racheté par les Magasins réunis. 
Vers 1960, ceux-ci plaquent une nouvelle façade plus banale sur la façade d'origine de style Art nouveau.
Le bâtiment originel est détruit en 1972, puis remplacé par l'édifice actuel
À sa réouverture en 1974, l'édifice accueille le premier magasin de l'enseigne Fnac à Montparnasse, qui propose alors uniquement des livres.

## Architecture
Le bâtiment s'élevait sur cinq niveaux :
- Un sous-sol
- Un grand espace au rez-de-chaussée qui était partiellement en pente afin de rattraper la dénivellation entre la rue de Rennes et la rue Blaise-Desgoffe[2].
- Trois niveaux en galerie

Un grand escalier central divisait l'espace en deux. Il permettait d’accéder aux galeries du premier et deuxième étage par des ponts-galeries.
Bien que situé à l'angle de deux rues, le bâtiment n'offre pas de dôme d'angle comme c'est le cas dans les autres grands magasins construits à la même époque (à l'instar de l'immeuble Félix Potin qui lui fait face).
Le magasin est richement orné : vingt-quatre épis sont dressés en amortissement des piles des travées sur un peu plus de cent mètres de façade. Dix-sept épis, nettement plus élevés, reçoivent de petits fanions triangulaires et colorés ou des réclames sous forme de bannières.
Les poutrelles métalliques de l'immeuble proviennent des ateliers de l'ingénieur Armand Moisant, principal concurrent de Gustave Eiffel.

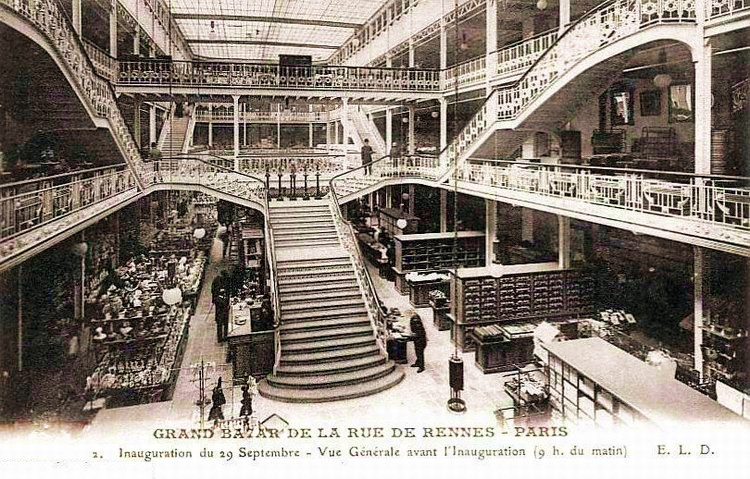
Intérieur du magasin.